# Mein Odem ist schwach, BWV 222
Mein Odem ist schwach (en español, Mi respiración es débil), BWV 222, es una cantata de iglesia compuesta por Johann Ernst Bach II, que fue atribuida equivocadamente a Johann Sebastian Bach. Se desconoce el libretista y la ocasión para la que se compuso.

## Partitura y estructura
La cantata tiene partitura para soprano, alto y bajo solistas, coro SATB, dos violines, viola y órgano.
Tiene seis movimientos:
1. Aria (bajo): Mein Odem ist schwach
2. Aria (alto): O seid mir sehnsuchtsvoll geküßt
3. Coro: Unser Wandel ist im Himmel
4. Coral: Wie du mir, Herr, befohlen hast
5. Coral: Lass mich nur, Herr, wie Simeon
6. Coro: Wir aber sind getrost und haben vielmehr Lust

## Grabaciones
- Alsfelder Vokalensemble / Steintor Barock Bremen, Wolfgang Helbich. El Apocryphal Bach Cantatas. CPO, 1991.

## MoteteUnser Wandel ist im Himmel
El motete Unser Wandel ist im Himmel, BWV Anh. 165 deriva de los movimientos 3, 4 y 6 de la cantata Mein Odem ist schwach. En cuanto a su autoría está atribuida a Johann Ernst Bach II.